# Via dei Fori Imperiali
Ne doit pas être confondu avec Forums impériaux.
La Via dei Fori Imperiali est une rue du centre de Rome qui mène en ligne droite de la Piazza Venezia au Colisée. De conception récente, elle a été inaugurée le 9 avril 1932.

## Histoire

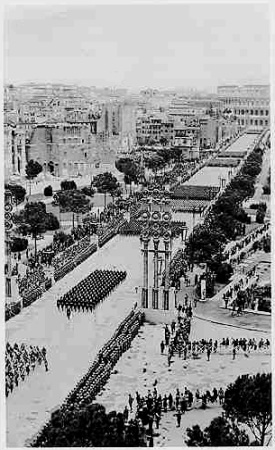
Parade sur via dei Fori Imperiali (alors appelée via dell'Impero) peu après son inauguration.

Au Moyen âge, le secteur était occupé de nombreuses maisons, des églises et des monastères. C'est le cardinal Michele Bonelli qui, au XVIe siècle, sera à l'initiative de la rénovation du quartier autour de la Via Alessandrina, baptisée en l'honneur de sa région natale province d'Alexandrie, dans le Piémont.
Entre 1924 et 1932, un énorme travail de démolition de l'ensemble du quartier sera effectué sur ordre de Benito Mussolini, qui ouvrira une voie principale devant relier symboliquement le Colisée à la Piazza Venezia, et prit le nom de via dell'Impero (« rue de l'Empire »).
Lors de son inauguration, le 9 avril 1932, Mussolini, à cheval, coupa lui-même le ruban et un défilé de soldats mutilés lors de la Grande Guerre fut organisé comme étant l'idéal de regroupement patriotique moderne à la mémoire de la puissance antique.
Après la Seconde Guerre mondiale, l'artère prit son nom actuel et le 2 juin une parade est organisée pour célébrer la Fête de la République Italienne.
La mise en œuvre de la route, qui divise la zone archéologique en deux parties, a provoqué la coupe de la colline Velia et la destruction des milliers de mètres carrés d'un quartier du XVIe siècle, pour redécouvrir  les ruines de la Rome antique représentées par les forums impériaux.